# Williams Sassine
Williams Sassine (* 1944 in Kankan; † 9. Februar 1997 in Conakry) war ein guineischer Schriftsteller französischer Sprache.

## Leben und Werk
Williams Sassine, Sohn eines libanesischen Vaters und einer guineischen Mutter, war Mathematiklehrer.  Er schrieb 7 Romane, von denen einer auch ins Deutsche übersetzt wurde. Williams Sassine hat in der Literaturwissenschaft ein außerordentliches Interesse geweckt. Seit 1995 wurden ihm 7 Bücher gewidmet. Ein Literaturpreis trägt seinen Namen (Prix littéraire Williams Sassine).

## Werke (Auswahl)

### Romane (im Verlag Présence africaine erschienen)
- Saint Monsieur Baly (1973)
- Wirriyamu (1976)
  - (deutsch) Kreuzigung in Wirriyamu. Rütten & Loening, Berlin 1980.
- Le Jeune Homme de sable (1979)
- L'Alphabête (1982)
- Le Zéhéros n'est pas n'importe qui (1985)
  - (Theaterstück) Le zéro héros. Inszenierung Patrick Séraudie. Toulouse 2012.
- Mémoire d'une peau (1998)

### Weitere Werke
- L'Afrique en morceaux. Le Bruit des autres, Solignac 1994.
- Légende d'une vérité, suivi de Tu Laura. Le Bruit des autres, Solignac 1995. (Roman)
- Les indépendan-tristes. Hrsg. Jean-Claude Idée. Le Bruit des autres, Solignac 1997.